# Elena Barani
Elena Barani (Pontedera, 14 giugno 1978) è un'allenatrice di pallamano ed ex pallamanista italiana, allenatrice del Casalgrande e commissario tecnico della Nazionale di beach handball femminile dell'Italia.

## Carriera

### Allenatrice

#### Club

##### Conversano
Immediatamente dopo il suo ritiro le viene affidata la panchina proprio del Conversano. Al primo anno la squadra termina al primo posto la prima fase, confermandosi in vetta anche al termine della seconda fase. Alle Final8 promozione di Cassano Magnago la squadra vince la manifestazione (Coppa Italia di Serie A2) e viene promossa in Serie A1. Purtroppo le difficoltà economiche non permettono il salto di categoria e quindi la stagione 2019-2020 riparte dalla A2: Serie A2 che si conclude in anticipo causa pandemia di COVID-19 e con Conversano che al blocco dei campionati si ritrova in terza posizione. A maggio rescinde consensualmente il contratto che la legava al club pugliese.

##### Olimpica Dossobuono
A giugno 2020 viene ufficializzato il suo ingaggio come nuova allenatrice del Venplast Dossobuono, squadra militante nel girone A di Serie A2.
Dopo due stagioni finite con la partecipazione ai playoff promozione, la stagione 2023-24 si conclude con la promozione e la vittoria della Coppa Italia di Serie A2.
Il 28 marzo 2024 viene sollevata dall'incarico di allenatrice, con la squadra all'ottavo posto in Serie A1 e in zona playout.

##### Casalgrande
Il 2 luglio 2024 diventa la nuova allenatrice della Casalgrande Padana.

#### Nazionale

##### Beach
L'8 ottobre viene nominata commissario tecnico per la nazionale italiana di beach handball.

## Palmarès

### Club

#### Competizioni nazionali
- Campionato italiano: 8

Enna: 1998-99, 2001-02
Sassari: 2004-05, 2005-06, 2006-07
Teramo: 2011-12
Conversano: 2014-15, 2015-16
- Coppa Italia: 9

Enna: 1997-98, 1999-00
Sassari: 2004-05, 2005-06
Bancole: 2007-08
Conversano: 2014-15, 2015-16, 2016-17, 2017-18
- Supercoppa italiana: 5

Sassari: 2006
Bancole: 2008
Conversano: 2014, 2015, 2016
- Campionato italiano di beach handball: 2

Sassari: 2007
Bancole: 2008

### Nazionale

#### Beach Handball
- Mondiali

 2004
- Europei

 2009
 2011, 2015
- Giochi mondiali

 2009

### Individuale
- Miglior marcatrice Serie A1: 1

2000-01
- Miglior pivot Beach World Games 2009

### Allenatrice
- Coppa Italia di Serie A2: 2

Conversano: 2018-19
Dossobuono: 2022-23